# Jean de Carro

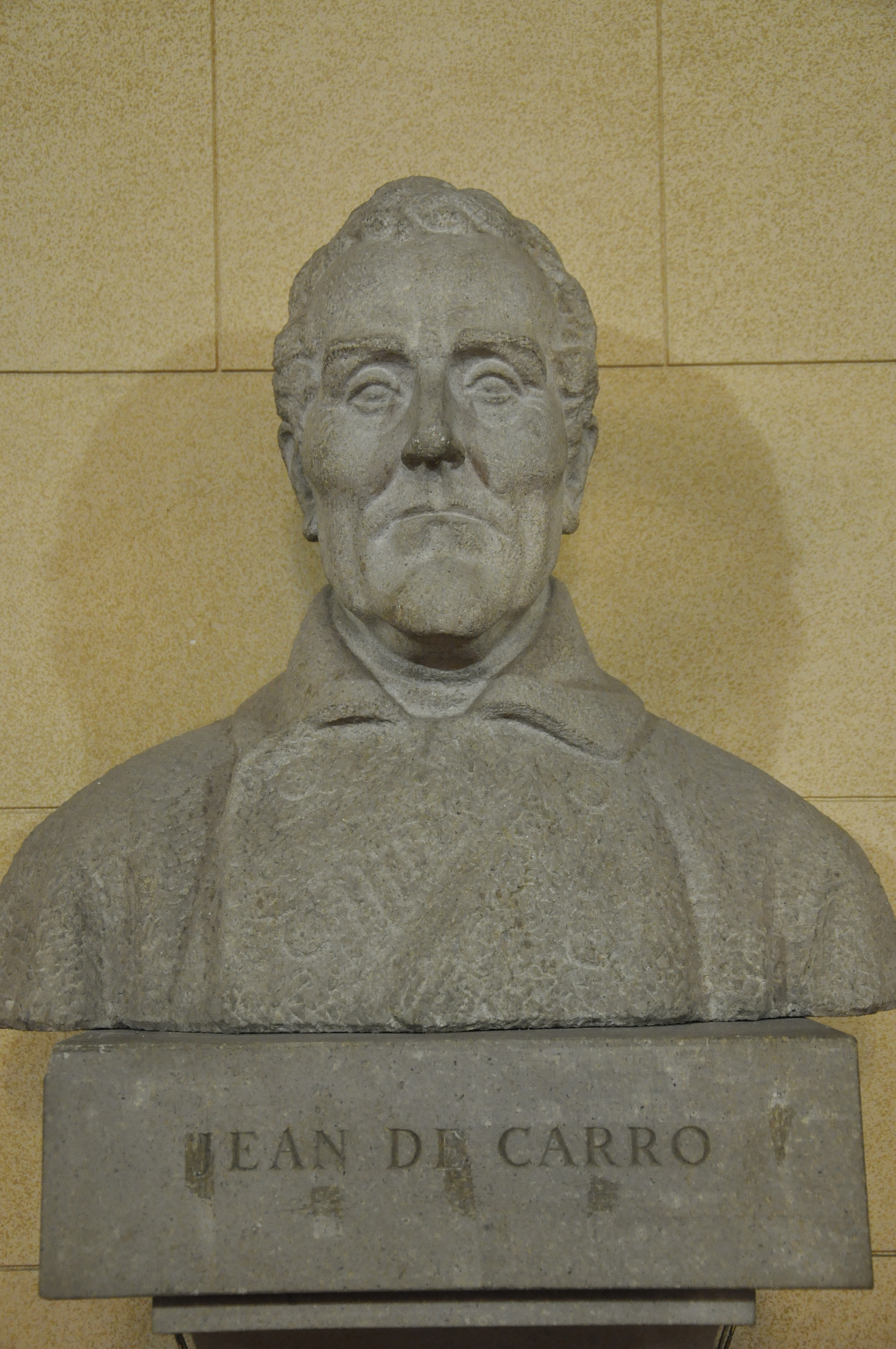
Büste von Jean de Carro im Treppenaufgang des alten Kaiserbades in Karlsbad

Jean de Carro, auch Johann Carro, (* 8. August 1770 in Genf; † 12. März 1857 in Karlsbad, Böhmen) war ein schweizerisch-österreichischer Arzt in Wien und Karlsbad.

## Leben
De Carro stammte aus einer alten, einflussreichen Genfer Familie. Im Alter von 20 Jahren verließ er seine Heimat, um an der University of Edinburgh ein Medizinstudium aufzunehmen, das er 1793 abschloss. Seine berufliche Laufbahn begann de Carro anschließend in Wien. Neben seiner Tätigkeit als praktischer Arzt betätigte sich de Carro dort auch in der Forschung an der Universität Wien, wo er sich vor allem mit Pockeninfektionen beschäftigte. So führte er 1799 zum ersten Mal auf dem europäischen Festland erfolgreich an seinen beiden Söhnen eine Pockenschutzimpfung mit Kuhpockenlymphe durch. Aufgrund seiner Errungenschaften auf diesem Gebiet wurde er 1820 von Kaiser Franz I. in den Ritterstand erhoben.
1826 kam Jean de Carro, der an ständigen Gichtanfällen litt, zum ersten Mal zu einem Kuraufenthalt nach Karlsbad (heute Karlovy Vary in Tschechien). Nach erfolgreicher Kur verlegte er seine Praxis von Wien nach Karlsbad und betätigte sich dort während der Kursaison als Arzt. De Carro nahm während seines Wirkens in Karlsbad maßgeblichen Einfluss auf die kulturelle und medizinische Geschichte des Ortes. Er führte 1826 Dampfbäder ein und nahm chemische Untersuchung der dortigen Quellen vor. Durch das Verfassen von mehreren Werken in französischer und englischer Sprache machte de Carro in Europa und Nordamerika Karlsbad als Kurstadt bekannt. Von 1831 bis 1856 gab de Carro außerdem 26 Bände des "Almanach de Carlsbad" heraus, der sowohl jährliche Berichte als auch historische, naturkundliche und medizinische Themen sowie Aufsätze über tschechische Literatur und Völkerkunde beinhaltete.
Auf de Carros Vorschlag wurde 1829 beim Mühlbrunn eine Marmortafel mit der lateinischen Ode "In thermas Caroli IV.", eine Lobpreisung Karlsbads, angebracht, die auch heute noch dort zu sehen ist. 1843 wurde Jean de Carro zum Ehrenbürger Karlsbads. Er publizierte weiterhin Schriften über Karlsbad, bevor er dort am 12. März 1857 verstarb und wie andere berühmte Persönlichkeiten, die in Karlsbad gewirkt hatten, am Andreasfriedhof (heute Mozartpark) begraben wurde.
Sein Enkel war der Theaterschauspieler Carl Ritter von Carro.

## Werke
- Geschichte der Kuhpokkenimpfung in der Türkey, in Griechenland, in der Moldan, in Ostindien und in Persien. Mit vielen neuen Aktenstücken des Verfassers bereichert, aus dem Französischen übersetzt, und mit einigen Anmerkungen begleitet von Friedrich Gotthilf Friese, Breslau: Hamberger 1804.